# IC 5060
IC 5060 је спирална галаксија у сазвјежђу Паун која се налази на листи објеката дубоког неба у Индекс каталогу.
Деклинација објекта је - 71° 38' 14" а ректасцензија 20h 54m 46,2s. Привидна величина (магнитуда) објекта IC 5060 износи 14,8 а фотографска магнитуда 15,5. IC 5060 је још познат и под ознакама ESO 74-21, PGC 65695.